# Jesús Gaete
Jesús Milenko Gaete Tapia (n. Quillota, Chile, 23 de marzo de 1998) es un futbolista chileno. Juega como delantero y su ultimo club fue Brujas de Salamanca de la Segunda División de Chile.

## Trayectoria

### San Luis de Quillota
A los 7 años llega a la escuela de fútbol del club San luis de Quillota que participaba en torneos regionales, estando toda su formación como futbolista en la institución.

### Deportes Limache (2019)
En 2019 es fichado por el club Limachino de la quinta región.

### Municipal Mejillones (2020-2021)
En 2020 es fichado por el club de la región  de Antofagasta.
En 2021 queda como segundo goleador del torneo de Tercera División.

### General Velásquez (2023)
En 2023 es fichado por el club de San Vicente de Tagua Tagua.

### Brujas de Salamanca (2024)
En febrero de 2024 es fichado por el club de la ciudad de los Brujos, con el cual consigue el ascenso a la Segunda División Profesional de Chile.

## Clubes
| Club                 | País  | Año       |
| -------------------- | ----- | --------- |
| San Luis             | Chile | 2015-2018 |
| Deportes Limache     | Chile | 2019      |
| Municipal Mejillones | Chile | 2020-2021 |
| General Velásquez    | Chile | 2023      |
| Brujas de Salamanca  | Chile | 2024      |

## Selección Chilena
Fue convocado a la Selección Chilena sub-17 en 2015.